# 志水哲也
志水 哲也（しみず てつや、1965年-）は、登山家、山岳ガイド、山岳写真家。

## 登山歴
- 1992年 - 北海道襟裳岬から宗谷岬まで縦走[1]。
- 1995年 - 甑島のナポレオン岩に単独で登頂（第二登）[2][3]。甑島の瀬尾川（観音三滝）を沢登り[2][4]。

## 主著・写真集
- 志水哲也『黒部へ ― 大いなる山 大いなる谷』白山書房、1992年7月。ISBN 4938492431。
- 志水哲也『果てしなき山稜 ― 襟裳岬から宗谷岬へ』白山書房、1995年5月。ISBN 4938492709。
- 志水哲也『黒部へ ― 黒部八千八谷に魅せられて』白山書房、1999年6月。ISBN 4894750244。
- 志水哲也『日本の幻の滝』山と溪谷社、2007年8月。ISBN 4635546438。
- 志水哲也『水の屋久島』平凡社、2008年8月。ISBN 4582277705。
- 志水哲也『森の白神』平凡社、2011年5月。ISBN 4582277861。

## テレビ出演
- 1997年放送、NHK「大自然スペシャル 源流を行く 黒部峡谷」[5]
- 2022年7月26日放送のBS-TBS「アドベンチャー魂」 - #25「沢登り②」[6]